# Claudia Mores

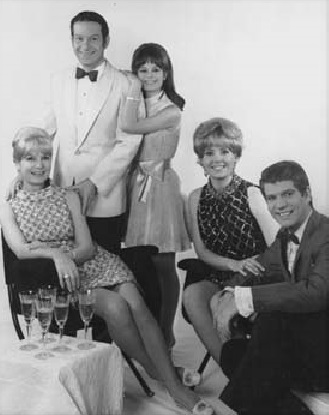
La familia Mores (de izquierda a derecha Myrna Mores, Mariano Mores, Silvia Mores, Claudia Mores y Nito Mores (1968)

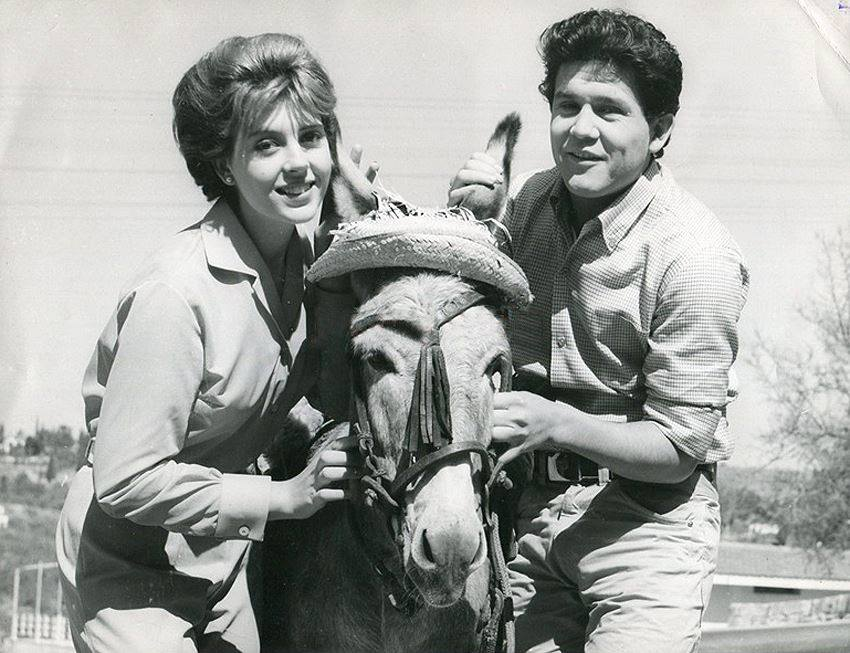
Claudia Mores y Leo Dan (1966)

Claudia Barchetti (Lanús, Buenos Aires, Argentina; 14 de octubre de 1950) es una actriz y cantante de tangos argentina. Su esposo fue el cantor Nito Mores, sus suegros Mariano Mores y Myrna Mores, y su sobrina la conductora Mariana Fabbiani.

## Carrera
Iniciada bajo el nombre artístico Claudia, se destacó desde muy joven por su característico color de voz y su gran belleza comenzando su carrera artística a los 14 años. Debuta en el programa Escala Musical  donde cantaba canciones de la Nueva Ola en la época de El Club del Clan, especialmente los interpretados por Violeta Rivas, y después tras casarse con Nito Mores, se unió al clan Mores que cantaban tango. Se ganó el mote de La chica de los sombreritos, porque en cada actuación arrojaba al público su sombrero. . Popularizó temas como Frente al mar (originalmente interpretado por Susy Leiva), Adiós, Cristal, Aquellos secretos, Dímelo al oído, entre otros.
En 1975 estuvo en el espectacular Auditorio del Templo Masónico Scottish Rite Auditorio de Los Ángeles. Allí se presentó integrando el espectáculo musical de Mariano Mores, su ballet junto a Alberto Locati y Nito. También trabajó en la obra teatral Esta Revista... También Mata! en el Teatro El Nacional, junto Mariano Mores, Norma Pons y Mimí Pons, Juan Verdaguer, Dringue Farías y Alfredo Barbieri.
También trabajó en publicidades como fue el de Angora Lavable.
En cine tuvo varios protagónicos durante la década de 1960 en películas como Viaje de una noche de verano junto a Tato Bores, Bicho raro con Luis Sandrini, Muchachos impacientes con Juan Ramón, Escala musical protagonizada por Osvaldo Miranda y Beatriz Taibo, y ¡Cómo te extraño...! con Leo Dan. En 1980 Nito y Claudia, acompañados por la gran orquesta lírica-popular, interpretaron Adiós, Pampa Mía, en el film Sucedió en el fantástico Circo Tihany. Fue dirigida por grandes directores de renombre como Rubén W. Cavallotti, Rodolfo Kuhn, José Martínez Suárez, René Mugica, Carlos Rinaldi, Julio Saraceni, Leo Fleider, Enrique Cahen Salaberry y Fernando Ayala.
En televisión trabajó en  las telenovelas La Familia Falcón con Pedro Quartucci, Elina Colomer, Roberto Escalada y gran elenco, Claudia y yo junto a su esposo, Todo es amor con Marta González, Zulma Faiad y Duilio Marzio, y El camionero y la dama (1985) protagonizada por Alberto Martín y Gabriela Gili.
Luego de la muerte de Nito, hizo una gira por Brasil y en 1985 actuó en el Festival de Cosquín. En 1985 decidió emprender una nueva etapa en su carrera, por lo cual se desligó artísticamente de los Mores.
Retirada del espectáculo vive actualmente en Milán, Italia junto a su esposo, un hombre ajeno al ambiente artístico y de buena posición económica.

## Vida privada
Estuvo casada desde 1968 con el cantor de tangos Nito Mores. Tanto el casamiento con Nito como la fiesta en el Club Hípico, fueron transmitidos por Canal 9, llegando a los 60 puntos de índice de audiencia.
Fruto de esa relación fueron sus tres hijos: las mellizas Marcela y Silvia, y Gabriel.
En junio de 1971, su hija Silvia falleció de un tumor cerebral sin haber cumplido aún dos años de edad. En 1972 Claudia quedaba embarazada de su hijo varón, quien actualmente continúa con el legado artístico de su padre.
Nito falleció víctima de un cáncer el 1 de mayo de 1984.
Posteriormente se la relacionó sentimentalmente con los cantores Jorge Falcón y Rolando Luque. En 1993 se volvió a casar con el arquitecto José Ángel Barchetti.

## Filmografía
- 1981: Sucedió en el fantástico Circo Tihany.
- 1966: ¡Cómo te extraño...!.
- 1966: Escala musical.
- 1965: Bicho raro.
- 1965: Muchachos impacientes.
- 1965: Viaje de una noche de verano.

## Televisión
- 1990: Gánele al dos.
- 1985: Botica de tango.
- 1985: El camionero y la dama.
- 1982: Angelina.
- 1977: Tropicana club.
- 1973: Claudia y yo.
- 1970: Sábados de la bondad.
- 1969: Grandes valores.
- 1968: Un ángel en el fango.
- 1968: La familia Mores.
- 1967: Todo es amor.
- 1965: La familia Falcón.
- 1964/1967: Sábados Continuados
- 1964: Escala musical.